# 박동수 (1961년)
박동수(朴東秀, 1961년 6월 12일 ~ )는 전 KBO 리그 롯데 자이언츠의 투수다. 다양한 변화구를 주무기로 활약한 우완 언더핸드 투수였다.

## 선수 시절

### 롯데 자이언츠시절
1985년에 입단하였다. 3월 31일 데뷔전에서 언더핸드 특유의 느린 슬로커브볼을 앞세워 완봉승을 기록했고, 7월 15일 해태전에서도 완봉승을 거뒀다.
이후 1989년 4월 12일 송진우가 데뷔전 완봉승을 거두었으며 8월 25일 OB 베어스전에서 2번째 완봉승을 기록해 1985년에 그가 거둔 데뷔전 완봉승 단일 시즌 최다 완봉 타이 기록을 세웠다.

## 코치, 스카우트, 감독 경력
선수 생활 은퇴 이후에는 롯데 스카우트(94~96) 한화투수코치(97~98) 롯데스카우트팀장(99~01) 롯데 자이언츠 코치(02~07)를 역임했다. 이후,마산용마고등학교 야구부 감독(08~10) NC 다이노스 스카우트 팀장(11~13)을 역임했다.

## 출신 학교
- 경남 성호초등학교
- 마산동중학교
- 마산상업고등학교
- 동아대학교